# Synchlora dorsuaria
Synchlora dorsuaria là một loài bướm đêm trong họ Geometridae.